# Open Bar (EP)
Open Bar é o extended play (EP) de estreia do cantor e drag queen brasileira Pabllo Vittar. O EP foi lançado no dia 2 de dezembro de 2015 em formato físico e digital pela gravadora independente BMT Produções Artísticas e conta com seis faixas, que são versões em português de canções de Major Lazer, DJ Snake, Diplo, Beyoncé, Ellie Goulding e Rihanna.
"Open Bar" foi lançada como carro-chefe do EP, seguida por "Minaj" e "Amante" sendo lançadas como segundo e terceiro singles do EP, respectivamente.

## Produção
Open Bar foi produzido por Rodrigo Gorky, Mulú, Maffalda, Strausz e Masa. O vídeo musical do carro-chefe do EP, "Open Bar" ficou a cargo de Leocádio Rezende, que fez a direção de arte, roteiro e direção-geral. Diplo, produtor da faixa original, elogiou a versão brasileira através de seu perfil no Twitter.

## Controvérsia
Com exceção da faixa "Open Bar", as músicas do EP foram removidas de todas as plataformas de streaming e venda digital por esbarrarem nos direitos autorais, uma vez que o projeto utiliza samplers em todas as faixas, das quais nenhuma delas havia sido cedida pelos produtores originais, categorizando-as como plágio. Apenas "Open Bar" foi liberada por Diplo após o ocorrido.

## Lista de faixas
| Versão padrão |                        |         |  |
| N.º           | Título                 | Duração |  |
| 1.            | "Open Bar" (Lean On)   | 3:01    |  |
| 2.            | "No Chão" (Revolution) | 3:35    |  |
| 3.            | "Minaj" (Partition)    | 3:40    |  |
| 4.            | "Amante" (Burn)        | 2:37    |  |
| 5.            | "Jóia" (Diamonds)      | 2:53    |  |

| Faixa bônus incluída no EP após seu lançamento oficial |                 |         |  |
| N.º                                                    | Título          | Duração |  |
| 6.                                                     | "Rainha" (Diva) | 3:00    |  |
| Duração total:                                         | Duração total:  | 18:22   |  |

## Turnê
Para divulgar o EP, Pabllo embarcou na turnê Open Bar Tour, que teve início em 2015 e se estendeu por 2016.
Este repertório é representativo do show do dia 30 de julho de 2016, em Curitiba. Ela não representa todos os shows da turnê.
1. "No Chão"
2. "Jóia"
3. "Amante"
4. "Rainha"
5. "Love on the Brain" (cover de Rihanna)
6. "Man Down" (cover de Rihanna)
7. "Stay" (cover de Rihanna)

Encore:
1. "Minaj"
2. "Open Bar"

### Datas da turnê
| Data                    | Cidade                | País           | Local              |
| América do Sul          | América do Sul        | América do Sul | América do Sul     |
| ----------------------- | --------------------- | -------------- | ------------------ |
| 6 de agosto de 2016     | Porto Velho           | Brasil         | Dimples Dance      |
| 13 de agosto de 2016    | Campos Dos Goytacazes | Brasil         | Arraiá Da Royales  |
| 14 de agosto de 2016    | Belo Horizonte        | Brasil         | Fifty Lourdes      |
| 18 de dezembro de 2015  | Uberlândia            | Brasil         | Clube Belgrano     |
| 19 de dezembro de 2015  | Belo Horizonte        | Brasil         | Gis                |
| 31 de dezembro de 2015  | Goiânia               | Brasil         | Music              |
| 8 de janeiro de 2016    | São Paulo             | Brasil         | Blue Space         |
| 20 de fevereiro de 2016 | Sorocaba              | Brasil         | Edub Two           |
| 2 de julho de 2016      | Salvador              | Brasil         | Amsterdam          |
| 8 de julho de 2016      | São Paulo             | Brasil         | The Week           |
| 9 de julho de 2016      | Rio Grande            | Brasil         | Move               |
| 15 de julho de 2016     | Rio de Janeiro        | Brasil         | Castelo das Pedras |
| 16 de julho de 2016     | Campos dos Goytacazes | Brasil         | 19                 |
| 22 de julho de 2016     | Florianópolis         | Brasil         | Conca              |
| 23 de julho de 2016     | São José do Rio Preto | Brasil         | Mixed Club         |
| 29 de julho de 2016     | Curitiba              | Brasil         | Soviet Bar         |
| 30 de julho de 2016     | São José dos Campos   | Brasil         | Espaço Vila Nova   |
| 11 de outubro de 2016   | Viçosa                | Brasil         | Dom Mingote        |
| 28 de outubro de 2016   | Fortaleza             | Brasil         | Meet on Club       |

- Esta tabela não contém todos os shows da turnê.